# روك أن رولا (فلم)
روك أن رولا (بالإنجليزية: RocknRolla) هو فيلم أكشن وجريمة كوميدي تم إنتاجه في الولايات المتحدة وفرنسا والمملكة المتحدة, وصدر سنة 2008، من بطولة جيرارد بتلر وتوم ويلكينسون.

## القصة
تدور الاحداث حول (ليني كول) وهو زعيم عصابات لندن والذي يفرض رسومًا على جميع المعاملات العقارية بالمدينة، وفي مقابل رسوم كبيرة يقبل بمساعدة المطور الروسي (أوري إيموفيتش)، وكبادرة لحسن النية يقوم (أوري) بإقراض (ليني) لوحة ثمينة للغاية، لكن يتم سرقتها مباشرة من (ليني)، فيبدأ رجاله بقيادة (أرشي) البحث عن اللوحة المسروقة، وفي الوقت ذاته تقوم جماعة تتكون من ثلاثة من صغار المجرمين يدعون (الوايلد بانش) بسرقة (أوري) بمساعدة معلومات من أحد محاسبيه.

## الميزانية والإيرادات
كلف الفيلم 18 مليون دولار وحقق أرباح تقدر بـ 26 مليون دولار.

## روابط خارجية
- مقالات تستعمل روابط فنية بلا صلة مع ويكي بيانات